# 風飛鯊系列電影
《風飛鯊》是一系列美國災難電視電影，由Syfy頻道製作。在首部電影於2013年推出後，就延伸出其相關漫畫、電子遊戲和番外篇。

## 故事
「風飛鯊」為一場龐大的海龍捲風而讓海裡的鯊魚跑到了市區作亂，隨著故事的演變風飛鯊變得越來越強大，且透露在龍捲風中的鯊魚能在高空中生存。而由伊恩·齊爾林和泰拉·蕾德所飾演的一對夫妻兩人走到哪裡，風飛鯊就會跟到哪裡。

## 電影

### 《風飛鯊》（2013）
由伊恩·齊爾林、泰拉·蕾德、凱西·史考柏、傑森·西蒙斯和約翰·赫德主演。
故事敘述一場怪物級的颶風襲捲洛杉磯，導致市區大淹水，而海中的鯊魚則被吹上陸地到處吃人；就此失去酒吧的芬恩則為了避難而和朋友們一起尋找芬恩的家人，究竟他們能夠在這場災難中平安倖存嗎？

### 《風飛鯊2》（2014）
由伊恩·齊爾林、泰拉·蕾德、薇薇卡·A·福克斯、馬克·麥格拉斯和卡瑞·伍爾主演。
前集過後，芬恩和艾波前往紐約市以參加艾波所創作的《How to Survive a Sharknado and Other Unnatural Disasters》一書的簽書會，該書記載了關於洛杉磯風飛鯊事件的各種心得。但未料，一場颶風所帶來的可怕風飛鯊也將抵達紐約，使得芬恩和他的家人們必須保護好自己以及阻止災難....。

### 《風飛鯊3：麥擱鬧啊！》（2015）
由伊恩·齊爾林、泰拉·蕾德、凱西·史考柏、法蘭基·莫尼、寶·狄瑞克、馬克·麥格拉斯、萊恩·紐曼、傑克·格里佛、馬克·庫班和大衛·赫索霍夫主演。
故事敘述風飛鯊英雄芬恩·謝波德在華盛頓特區從總統手中獲得了榮譽勳章，但在一場風飛鯊將白宮摧毀殆盡後，芬恩擔心在奧蘭多環球影城遊玩的艾波、梅和克勞迪婭而打算趕緊去找她們；過程中，他遇見了以前的朋友諾娃和其助手盧卡斯，沒想到一場又一場的風飛鯊卻席捲而來，這竟象徵著即將發生一場更大的災難....。

### 《風飛鯊4：鯊力覺醒》（2016）
由伊恩·齊爾林、泰拉·蕾德、萊恩·紐曼、瑪歇娜·盧莎、大衛·赫索霍夫、寇帝·林利、伊蔓妮·哈基姆和蓋瑞·布希主演。
故事敘述芬恩在艾波於前集死亡後，他們的新兒子吉爾已五歲。因「太空X」（Astro-X）的負責人雷諾斯研發的脈衝技術，使得已經五年沒有風飛鯊現象，所以名為「Shark World」的主題公園也為此開幕；但未料，風飛鯊再度出現於拉斯維加斯時，雷諾斯的脈衝儀器對其竟不起作用，迫使芬恩再次拿起電鋸奮戰。

### 《風飛鯊5：全球逆襲》（2017）
由伊恩·齊爾林、泰拉·蕾德、凱西·史考柏、寇帝·林利、克里斯·卡坦、瑪歇娜·盧莎和奧莉薇亞·紐頓-強主演。
故事敘述今年的風飛鯊威力比以往更加地強大，並還為此形成了全球性的災害。這也使得當芬恩與艾波的小兒子因風飛鯊而受困時，芬恩與艾波只好再次為了消滅風飛鯊而在世界各地奔波。

### 《風飛鯊6：最終章》（2018）
由伊恩·齊爾林、泰拉·蕾德、凱西·史考柏、賈達·弗雷德蘭德和薇薇卡·A·福克斯主演。
為了救回自己被摧毀的世界，芬恩必須回到過去，來與夥伴們重新與鯊魚們戰鬥，以阻止史上第一個風飛鯊的形成並拯救人類。

## 衍生作

### 《熔岩毒蛛》（2015）
由史提夫·賈騰柏格、妮亞·碧波和派翠克·瑞纳主演。而伊恩·齊爾林亦有參演。
故事敘述住在洛杉磯的柯爾頓·韋斯特曾是名1990年代的動作片明星，但因法律問題而停止了他的職業生涯。當聖莫尼卡山脈火山爆發後，致命的熔岩毒蛛也一同冒出，使得韋斯特必須洛杉磯的公民們共同阻止毒蛛的侵害。

### 《熔岩毒蛛2》（2016）
由史提夫·賈騰柏格、麥可·溫斯洛、麥珂·薇佛和吉米·貝林格主演。
故事敘述柯爾頓·韋斯特與其繼女、朋友們再度出面對抗致命的熔岩毒蛛，以拯救美國佛羅里達州的居民們。

## 反響
| 電影                    | 爛番茄          |
| ----------------------- | --------------- |
| 《風飛鯊》              | 82%（17篇評論） |
| 《風飛鯊2》             | 59%（27篇評論） |
| 《風飛鯊3：麥擱鬧啊！》 | 34%（32篇評論） |
| 《風飛鯊4：鯊力覺醒》   | 18%（11篇評論） |
| 《風飛鯊5：全球逆襲》   | 30%（10篇評論） |
| 《風飛鯊6：最終章》     | 20%（10篇評論） |

## 其他媒體

### 電子遊戲
於2014年推出的平台遊戲，由Other Ocean Interactive和Majesco開發。該遊戲改編自《風飛鯊2》，IOS版於2014年7月25日推出。

### 書籍
《How to Survive a Sharknado and Other Unnatural Disasters: Fight Back When Monsters and Mother Nature Attack》是一本由安德魯·薛佛所著。

### 漫畫
《阿奇大戰風飛鯊》（Archie vs. Sharknado）是一本阿奇漫畫與《風飛鯊3》合作的漫畫。

### 紀錄片
名為《風飛鯊前傳》（Sharknado: Heart of Sharkness）的仿纪录片於2015年10月6日以VOD的方式推出。

## 外部連結
- 官方网站